# تپه کهنه کت یری
تپه کهنه کت یری مربوط به اشکای - دوره ساسانیان - سده‌های میانه دوران‌های تاریخی پس از اسلام است و در شهرستان زنجان، بخش مرکزی، دهستان قلتوق، ۱۰۰ متری شمال روستای کلتکه واقع شده و این اثر در تاریخ ۱۸ اسفند ۱۳۸۷ با شمارهٔ ثبت ۲۵۳۱۰ به‌عنوان یکی از آثار ملی ایران به ثبت رسیده است.